# نیکول کریز
 نیکول کریز (انگلیسی: Nicole Kriz؛ زادهٔ ۱۳ دسامبر ۱۹۸۳) یک تنیس‌باز اهل استرالیا است.